# Vas-tu renoncer ?
Pour plus de détails, voir Fiche technique et Distribution.
Vas-tu renoncer ? est un film français réalisé par Pascale Bodet et sorti en 2021,.

## Fiche technique
- Titre : Vas-tu renoncer ?
- Réalisation : Pascale Bodet
- Scénario : Pascale Bodet
- Photographie : David Grinberg
- Son : Frédéric Dabo et Benjamen Laurent
- Montage : Pascale Bodet, Agnès Bruckert et Serge Bozon
- Production : Anne Mattatia et Stanley Woodward
  - Coproduction : Mélanie Gérin, Paul Rozenberg et Laurent Le Bon
- Sociétés de production : Les Films de la nuit, Zadig Films et Centre national d'art et de culture Georges-Pompidou
- Société de distribution : The Dark
- Pays de production :  France
- Langue originale : français
- Genre : Drame
- Durée : 72 minutes
- Dates de sortie :
  - France : 21 juillet 2021 (FIDMarseille) ; 12 juin 2024 (en salles)

## Distribution
- Benjamin Esdraffo : Édouard
- Pierre Léon : Charles
- Serge Bozon : Gulcan
- Marc Barbé : D'Aurilleby
- Marianne Basler : Jeanne Brillo
- Andy Gillet : le curator
- Emmanuel Levaufre : le collectionneur

## Sélection
- Festival international de cinéma de Marseille 2021[3]